# Celenterats
Els celenterats o celenteris (Coelenterata) són un antic embrancament d'animals que incloia els cnidaris i els ctenòfors. Hi ha unanimitat en el fet que aquests dos grups representen embrancaments separats i es dubta si estan directament relacionats. El terme celenterat no es considera actualment vàlid taxonòmicament (seria polifilètic), tot i que es continua utilitzant de manera informal per a referir-se a aquests dos grups d'animals.

## Característiques
Ambdós embrancaments es classificaven junts pel fet de tenir simetria radial, cos tou i una organització diblàstica simple, és a dir, amb dues capes de cèl·lules, una d'externa i una altra d'interna, amb una cavitat digestiva en forma de sac, proveïda d'una sola obertura, que fa les funcions de boca i anus. Aquestes característiques són plesiomòrfiques i no serveixen com a criteri de parentiu filogenètic (vegeu cladística).
Els cnidaris tenen dues formes, la forma pòlip (forma de sac tubular, amb l'obertura a l'extrem superior del cos; poden viure en grup o individualment) i la forma medusa (forma de paraigua, amb l'obertura a l'extrem inferior).
Els ctenòfors tenen una sola forma; les espècies pelàgiques recorden les meduses, però les bentòniques no s'assemblen en res als pòlips.